# ビコーズ・ミュージック
ビコーズ・ミュージック (Because Music) は、フランスで興されたインディペンデント・レコードレーベルである。本社はパリに置かれているがロンドンにもオフィスを構えている。
同レーベルはまた、エド・バンガー・レコードの全アーティストの優先的なライセンスを保有している。

## イギリスでのリリース
アマドゥ&マリアム (Amadou & Mariam)、シャルロット・ゲンズブール、DJメディ (DJ Mehdi)、フレッド・ヴィオラ (Fredo Viola)、ジャスティス、キャップ・バンビーノ (Kap Bambino)、マヌ・チャオ、メトロノミー、ミスター・オワゾ (Mr. Oizo)、セバスチャン、シド・マターズ、ツイステッド・チャーム (Twisted charm)、アフィなど。

## フランスでのリリース
アクリ・D (Akli d.)、アリビ・モンタナ (Alibi Montana)、アマドゥ&マリアム、アジール (Asyl)、ブレス (Bless)、Bouchazoreill'、シャルロット・ゲンズブール、DJメディ、ドン・カヴァリ (Don Cavalli)、フェイスレス、フレッド・ヴィオラ、ジェームズ・ディアノ (James Deano)、ジャーヴィス・コッカー、ジャスティス、ケニー・アルカナ (Keny Arkana)、キザイア・ジョーンズ (Keziah Jones)、クラクソンズ、ラ・ファズ (La Phaze)、レ・リタ・ミツコ、Mac Tyer、メディン (Médine)、メトロノミー、マヌ・チャオ、ノルテック・コレクティヴ (Nortec Collective)、パスカル・コムラード、ペルル・ラマ (Perle Lama)、シェイハ・リミティ (Cheikha Rimitti)、セバスチャン、セバスティアン・マルテル (Sébastien Martel)、セカンド・セックス (Second Sex)、セフュー (Sefyu)、シド・マターズ、タンデム (Tandem)、ザ・ブラッド・アーム (The Blood Arm)、ツイステッド・チャーム (Twisted charm)など。